# Хорхе Вольпі
Хорхе Волпі (ісп. Jorge Luis Volpi Escalante, 10 липня 1968 , Мехико) — мексиканський письменник, один із лідерів покоління креку, який із середині 1990-х років перебуває в опозиції до літератури латиноамериканського пост-буму.

## Біографія
Закінчив Національний автономний університет Мексики, здобув там ступінь магістра. Докторський ступінь здобув в університеті Саламанки . Був радником із культури посольства Мексики у Франції. Очолює мексиканський телевізійний Канал-22, присвячений культурі, викладає в університетах Мексики та США.

## Твори

### Романи
- A pesar del oscuro silencio (1993)
- La paz de los sepulcros (1995)
- El temperamento melancólico (1996)
- En busca de Klingsor (1999, перевид. 2008, перший том трилогії XX століття ; премія Бібліотеки Бреве, премія Гринцане Кавур та ін.)
- El fin de la locura (2003, другий том трилогії XX століття)
- No será la tierra (2006, третій том трилогії XX століття)

### Новели та повісті
- Pieza en forma de sonata, para flauta, oboe, cello y arpa, Op. 1, Cuadernos de Malinalco (1991, перевид. 2003)
- Tres bosquejos del mal (1994)
- Sanar tu piel amarga (1997)
- El juego del Apocalipsis (2000)
- El jardín devastado (2008)
- Oscuro bosque oscuro (2009)

### Есеї
- La imaginación y el poder. Una historia intelectual de 1968 (1998)
- La guerra y las palabras. Una historia intelectual de 1994 (2004)
- Crack. Instrucciones de uso 2005, у співавторстві)
- México: Lo que todo ciudadano quisiera (no) saber de su patria (2006)
- Mentiras contagiosas: Ensayos (2008)
- El insomnio de Bolívar (2009)

## Визнання
Один із провідних латиноамериканських авторів свого покоління. Лауреат численних національних та зарубіжних премій. Його книги перекладені кількома мовами. У 2007 році, в рамках Міжнародного книжкового ярмарку в Боготі, ім'я Хорхе Вольпі було включено до списку 39 найвизначніших письменників континенту (див. ). У 2009 році він отримав престижну премію Хосе Доносо за весь свій доробок. Кавалер французького Ордена мистецтв та словесності (2009).